# DOWAメタルマイン
DOWAメタルマイン株式会社は、DOWAグループの非鉄金属メーカー。グループの主力事業である金、銀、銅、亜鉛、鉛、インジウムなどの金属製錬事業を手がける。
2006年（平成18年）10月1日に、同和鉱業の社内カンパニーであるメタルズカンパニーを継承して発足した。

## 生産拠点
- 小坂製錬小坂製錬所 - 秋田県鹿角郡小坂町小坂鉱山字尾樽部60-1
  - 銅・鉛製錬など
- 日本ピージーエム -  秋田県鹿角郡小坂町小坂鉱山字尾樽部76-1
  - 白金族精製など
- 秋田製錬飯島製錬所 - 秋田県秋田市飯島字古道下川端217-9
  - 亜鉛製錬・硫酸製造など
- 秋田レアメタル - 秋田県秋田市飯島字砂田1
  - ガリウム・インジウム精製など
- 秋田ジンクソリューションズ - 秋田県秋田市飯島字砂田1
  - 亜鉛加工

## グループ企業
- 秋田製錬株式会社
- 秋田ジンクソリューションズ株式会社
- 秋田リサイクル・アンド・ファインパック株式会社
- 秋田レアメタル株式会社
- 株式会社アシッズ
- 小坂製錬株式会社
- ジンクエクセル株式会社
- 株式会社日本ピージーエム